# Chrysoteuchia argentistrigellus
Chrysoteuchia argentistrigellus là một loài bướm đêm trong họ Crambidae.